# Saropogon revivensis
Saropogon revivensis là một loài ruồi trong họ Asilidae. Saropogon revivensis được Theodor miêu tả năm 1980. Loài này phân bố ở vùng Cổ Bắc giới và châu Á.